# 北京众泽妇女法律咨询服务中心
北京众泽妇女法律咨询服务中心（原北京大学法学院妇女法律研究与服务中心）由郭建梅在1995年联合几位北大人创办，是中国第一家向妇女提供法律咨询的非营利组织。中心的工作领域，包含了农村妇女土地权、对妇女的暴力、移民女工、职场性别歧视和性骚扰等，同时也代理了许多涵盖这些范围的相关案件。代理的案件中，包括为河北邢台农民工王为军打赢妻子因输血感染艾滋病而死亡的官司。
北京大学2010年3月25日发布公告，撤销“法学院妇女法律研究与服务中心”作为它的附属挂靠单位，使得这个长期推动中国妇女权益的非政府组织今后筹募资金的困难度增加。妇女中心代理许多敏感案件是该中心遭到北大撤销的主要原因，如声援邓玉娇案、李蕊蕊案等。